# Justicia corumbensis
Justicia corumbensis är en akantusväxtart som först beskrevs av Gustav Lindau, och fick sitt nu gällande namn av D.C. Wasshausen och C. Ezcurra. Justicia corumbensis ingår i släktet Justicia och familjen akantusväxter. Inga underarter finns listade i Catalogue of Life.

## Bildgalleri

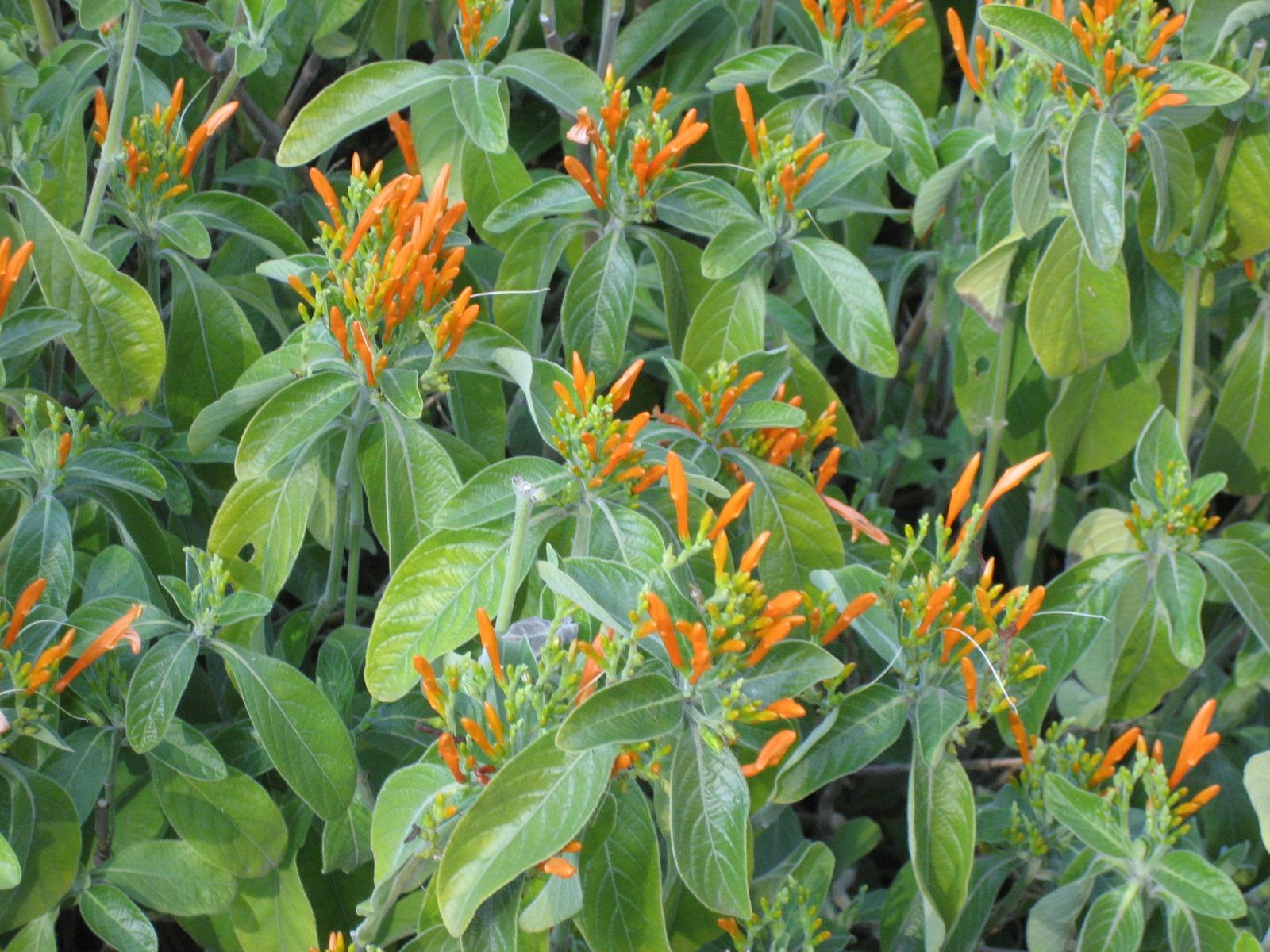